# Buck-O-Nine
Buck-O-Nine is een Amerikaanse ska-punkband die in 1991 werd opgericht in San Diego (Californië).

## Bezetting
Oprichters
- Anthony Curry (trompet)
- Craig Yarnold (saxofoon)
- Daniel Albert (trombone)
- Jonas Kleiner (gitaar)
- Steve Bauer (drums, tot 1997)
- Scott Kennerly (basgitaar, tot 1999)

Huidige bezetting
- Anthony Curry (trompet)
- Craig Yarnold (saxofoon)
- Daniel Albert (trombone)
- Jonas Kleiner (gitaar)
- Jeff Hawthorne (drums, sinds 1999)
- Jon Pebsworth (zang)
- Andy Platfoot (basgitaar, sinds 2000)

Voormalige leden
- Steve Bauer (drums, tot 1997)
- Scott Kennerly (basgitaar, tot 1999)
- John Bell (basgitaar, 1999–2000)

## Geschiedenis
De muzikanten die de band Buck-O-Nine in 1991 hebben opgericht, hadden heel verschillende muzikale achtergronden, zoals punk, heavy metal, reggae en ska. Dit had ook zijn weerslag op de muziek van de band, die zich toen niet op de heersende grunge wilde richten, maar op haar eigen stijl van ska. Voorbeelden voor haar muziek waren The Mighty Mighty Bosstones, Operation Ivy en de Voodoo Glow Skulls. Na een eerste demotape in 1992 en het debuutalbum Songs in the Key of Bree (1994), werden ze gecontracteerd door het label Immune Records voor een contract van twee jaar. Daarna wisselden ze naar Taang! Records, het label waarbij ook The Mighty Mighty Bosstones een contract hadden. Na het album Barfly (1995) volgde een periode van tournees die de band naar Japan brachten. De band speelde vaker op de radio en kreeg daarmee een contract bij het grotere label TVT Records. In 1997 brachten ze daar hun derde album 28 Teeth uit.
De tijd tot 1999 werd gekenmerkt door enkele wijzigingen in de opstelling. Bovendien liet TVT Records de band weer vallen na hun vierde album Libido (1999). De band bracht daarom hun volgende album Hellos and Goodbyes (ook 1999) uit op het label van hun zanger Jon Pebsworth. Sinds het zesde album On A Mission uit 2001 heeft de band zich geconcentreerd op live optredens over de hele wereld, maar vooral in de Verenigde Staten. Begin 2007 is de band begonnen met het opnemen van een nieuw album dat in dezelfde zomer werd uitgebracht onder de titel Sustain.

## Discografie

### Albums
- 1994: Songs in the Key of Bree (Immune Records)
- 1995: Barfly (Taang! Records)
- 1997: 28 Teeth (TVT Records)
- 1999: Libido (TVT Records)
- 1999: Hellos and Goodbyes (Offramp Records)
- 2001: On A Mission (Moon Ska Europe)
- 2007: Sustain (Asian Man Records)
- 2019: Fun Day Mental

### Singles en ep's
- 1996: Water in My Head (ep, Taang! Records)
- 1997: My Town (single, TVT Records)
- 1998: Pass the Dutchie (ep, TVT Records)